# Disegnatore (fumetto)
Un disegnatore (penciller o penciler) è un artista che lavora alla creazione di fumetti, graphic novel e forme simili di arti visive, con particolare attenzione alle illustrazioni iniziali a matita, solitamente in collaborazione con altri artisti, che realizzano l'inchiostratura, la colorazione e il lettering, sotto la supervisione di un editor.
Nell'industria dei fumetti statunitensi il disegnatore realizza il primo step per tradurre la storia in forma visiva, e può aver bisogno di diverse fasi di feedback con lo sceneggiatore. Questi artisti si occupano del layout (posizione delle vignette e inquadrature) per mostrare i passaggi della trama.

## Strumenti e materiali
Un disegnatore lavora a matita. Al di là di questa descrizione di base, tuttavia, diversi artisti scelgono di utilizzare un'ampia varietà di strumenti diversi. Mentre molti artisti usano le tradizionali matite di legno, altri preferiscono le matite meccaniche o le mine da disegno. I disegnatori possono utilizzare qualsiasi durezza di mina desiderino, anche se molti artisti utilizzano una mina più dura (come una 2H) per creare linee leggere per gli schizzi iniziali, quindi passano a una mina leggermente più morbida (come una HB) per le fasi di rifinitura del disegno. Altri ancora realizzano i primi tracciati utilizzando una matita di colore azzurro non fotografico perché quel colore tende a scomparire durante la fotocopiatura.
La maggior parte delle pagine dei fumetti statunitensi sono disegnate di grandi dimensioni su grandi fogli di carta, solitamente cartoncino Bristol.
La dimensione abituale delle pagine dei fumetti nell'industria dei fumetti statunitense tradizionale è di 11 x 17 pollici. L'inchiostratore di solito lavora direttamente sui segni della matita del disegnatore, anche se occasionalmente le pagine vengono inchiostrate su carta traslucida, come la pergamena da disegno, preservando le matite originali. La tavola viene successivamente ridotta fotograficamente di dimensioni durante il processo di stampa. Con l'avvento dei programmi di illustrazione digitale come Photoshop, sempre più opere vengono prodotte digitalmente, in parte o interamente.

## Metodo di lavoro e tecniche
Un disegnatore di fumetti di solito lavora a stretto contatto con l'editor del fumetto, che commissiona una sceneggiatura allo scrittore e la invia al disegnatore.
Le sceneggiature dei fumetti possono assumere una varietà di forme. Alcuni scrittori, come Alan Moore, producono schemi completi, elaborati e lunghi per ogni tavola. Altri inviano all'artista solo uno schema della trama costituito da nient'altro che una breve panoramica delle scene chiave con pochi o nessun dialogo. È noto che Stan Lee preferisse quest'ultima forma, e per questo ciò divenne noto come Metodo Marvel.
A volte uno sceneggiatore o un altro artista (come un direttore artistico) includerà layout di base, chiamati storyboard, per assistere il disegnatore nella composizione delle scene. Se non vengono incluse le suddivisioni delle vignette, spetta al disegnatore determinare il layout di ciascuna pagina, compreso il numero di vignette, la loro forma e la loro posizione. Anche quando questi dettagli visivi sono indicati da una sceneggiatura, un disegnatore può ritenere mentre disegna la scena che esista un modo più efficace di comporla e può ignorare la sceneggiatura, di solito dopo aver consultato l'editor e/o lo scrittore.
Alcuni artisti utilizzano un approccio di matita libera, in cui il disegnatore non si prende molta cura di rifinire i disegni, lasciando all'inchiostratore il compito di interpretare l'intento del disegnatore. In questi casi, al disegnatore vengono solitamente attribuiti "storyboard" o "layout" e l'inchiostratore viene accreditato come "rifinitore". Secondo l'ex editor Marvel Gregory Wright, John Buscema era un noto disegnatore i cui layout includevano tutti gli elementi strutturali essenziali che consentivano agli inchiostratori di completare il disegno. Altri disegnatori preferiscono creare pagine dettagliate, dove è indicata ogni sfumatura che si aspettano di vedere nell'arte inchiostrata. Questo è noto come disegno a matita stretto.